# Giustizia sociale
La giustizia sociale si riferisce all'obiettivo di realizzare una società che sia giusta e bilanciata in termini di distribuzione della ricchezza, delle pari opportunità e dei privilegi e in cui ogni individuo vede i suoi diritti riconosciuti e protetti. 
La giustizia sociale assegna diritti e doveri nelle istituzioni della società, il che consente alle persone di ricevere i benefici e gli oneri fondamentali della cooperazione. Le istituzioni competenti spesso includono la tassazione, la previdenza sociale, la sanità pubblica, la scuola pubblica, i servizi pubblici, il diritto del lavoro e la regolamentazione dei mercati, per garantire la distribuzione della ricchezza e le pari opportunità. Per controparte, gli individui devono partecipare a mantenere la cooperazione sociale stabile, per dovere.
Le interpretazioni che mettono in relazione la giustizia con la società sono mediate dalle differenze nelle tradizioni culturali, alcune delle quali sottolineano la responsabilità individuale nei confronti della società e altre l'equilibrio tra l'accesso al potere e il suo uso responsabile. Quindi, la giustizia sociale viene invocata oggi reinterpretando figure storiche come Bartolomé de las Casas, nei dibattiti filosofici sulle differenze tra gli esseri umani, negli sforzi per l'uguaglianza di genere, etnica e sociale, per difendere la giustizia per i migranti, i detenuti, l'ambiente e i disabili fisici o mentali.

## Origini
Mentre i concetti di giustizia sociale possono essere trovati già nelle letture filosofiche classiche e cristiane, da Platone e Aristotele ad Agostino d'Ippona e Tommaso d'Aquino, il termine giustizia sociale trova i suoi primi usi nel tardo '700. In seguito ai moti del 1848 il termine è stato reso celebre mediante gli scritti di Antonio Rosmini-Sebati.
Nella tarda rivoluzione industriale, gli studiosi di diritto americani iniziarono a usare di più il termine, in particolare Louis Brandeis e Roscoe Pound. Dall'inizio del XX secolo è stato anche incorporato nel diritto e nelle istituzioni internazionali: ad esempio, il preambolo per l'istituzione dell'Organizzazione internazionale del lavoro ricorda che "la pace universale e duratura può essere stabilita solo se basata sulla giustizia sociale". 
Alla fine del XX secolo, la giustizia sociale è stata posta al centro della filosofia del contratto sociale, principalmente da John Rawls in A Theory of Justice (1971). Anche mentre crollava il socialismo reale, Norberto Bobbio faceva riferimento alla permanenza delle istanze di giustizia sociale, riflettendo che «la democrazia ha vinto la sfida del comunismo storico, ammettiamolo. Ma con quali mezzi e con quali ideali si dispone ad affrontare gli stessi problemi da cui era nata la sfida comunista?». Il suo monito all'inizio del nuovo secolo fu:
(Il filosofo e i comunisti (intervista di Franco Manni a Norberto Bobbio), “Diario”, 4 maggio 2001, pp. 26-27)

## Prospettiva religiosa

### Cristianesimo

#### Cattolicesimo

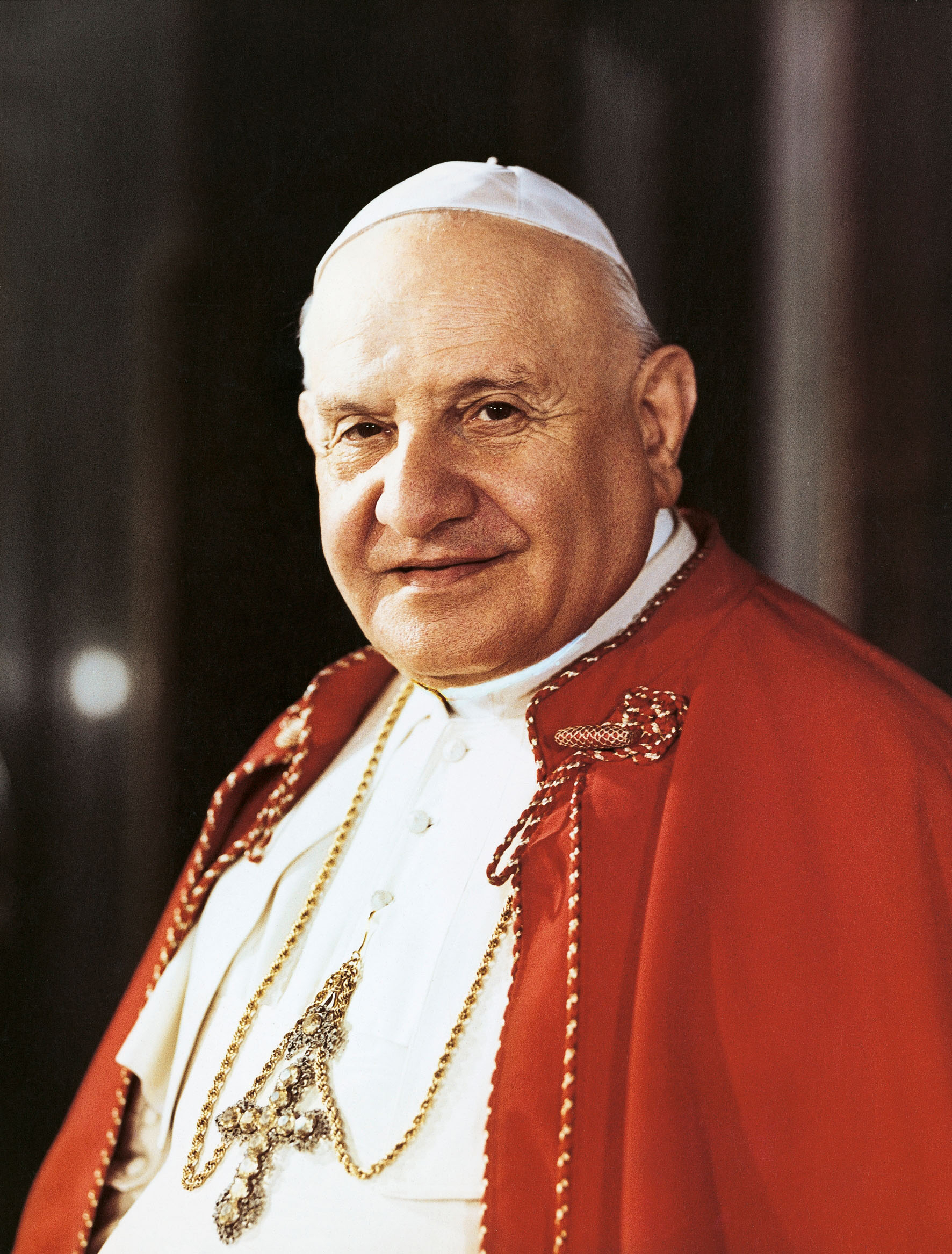
Papa Giovanni XXIII diede grandi contributi alla teorizzazione e alla messa in pratica di un cattolicesimo sociale.

L'insegnamento sociale cattolico consiste in quegli aspetti della dottrina cattolica romana che si riferiscono a questioni riguardanti il rispetto della vita umana individuale. Una caratteristica distintiva della dottrina sociale cattolica è la sua preoccupazione per i membri più poveri e vulnerabili della società.
Due delle sette aree chiave del cattolicesimo sociale sono pertinenti alla giustizia sociale:
- Vita e dignità della persona umana: la santità di tutta la vita umana e la dignità intrinseca di ogni persona umana, dal concepimento alla morte naturale. La vita umana deve essere valutata al di sopra di tutti i beni materiali.
- Opzione preferenziale per i poveri e i vulnerabili: i cattolici credono che Gesù abbia insegnato che nel Giorno del Giudizio Dio chiederà cosa ha fatto ogni persona per aiutare i poveri e i bisognosi: "In verità vi dico, qualunque cosa abbiate fatto per uno di questi fratelli più piccoli di mio, tu hai fatto per me». La Chiesa cattolica ritiene che attraverso le parole, le preghiere e le azioni si debba mostrare solidarietà e compassione per i poveri. Il test morale di qualsiasi società è "come tratta i suoi membri più vulnerabili.

Si pensa spesso che l'insegnamento sociale cattolico moderno abbia avuto inizio con le encicliche di papa Leone XIII. Leone XIII, che studiò sotto Taparelli, pubblicò nel 1891 l'enciclica Rerum novarum, rifiutando sia il socialismo che il capitalismo, mentre difendeva i sindacati e la proprietà privata. Ha affermato che la società dovrebbe essere basata sulla cooperazione e non sul conflitto di classe e sulla competizione. In questo documento, Leone espose la risposta della Chiesa cattolica all'instabilità sociale e al conflitto sindacale che erano sorti sulla scia dell'industrializzazione e avevano portato all'ascesa del socialismo. Il Papa sosteneva che il ruolo dello stato fosse quello di promuovere la giustizia sociale attraverso la protezione dei diritti, mentre la chiesa doveva parlare apertamente delle questioni sociali per insegnare principi sociali corretti e garantire l'armonia di classe.
L'enciclica Quadragesimo anno del 1931 di papa Pio XI incoraggia un salario dignitoso, la sussidiarietà, e sostiene che la giustizia sociale è una virtù personale oltre che un attributo dell'ordine sociale, affermando che la società può essere giusta solo se gli individui e le istituzioni sono giusti.
Il più grande contributo alla dottrina sociale del cattolicesimo è senza dubbio il Concilio Vaticano II, di Giovanni XXIII e papa Paolo VI.
Papa Giovanni Paolo II devia consistentemente dalla prospettiva di Giovanni XXIII, con le encicliche Laborem exercens, Sollicitudo rei socialis e Centesimus annus, da un lato affronta questioni come i problemi che la tecnologia può presentare se utilizzata in modo improprio e ammette il timore che il "progresso" del mondo non sia affatto un vero progresso, se dovesse denigrare il valore della persona umana, dall'altra egli sostiene che la proprietà privata, i mercati e il lavoro onesto erano le chiavi per alleviare le miserie dei poveri e per consentire una vita che potesse esprimere la pienezza della persona umana.
L'enciclica Deus caritas est di papa Benedetto XVI del 2006 approfondisce ulteriormente la prospettiva di Giovanni Paolo II, affermando che la giustizia è preoccupazione determinante dello stato e della politica, e non della Chiesa, che ha la carità come preoccupazione sociale centrale.
Con l'enciclica Laudato si', del 2015, papa Francesco riprende con forza i temi della giustizia sociale ed economica e della necessità di un più equilibrato rapporto dell'uomo con la natura. Papa Francesco, durante l'enciclica Fratelli tutti, del 2020, ha sottolineato la necessità di "superare il neoliberismo".
Il Catechismo della Chiesa cattolica contiene maggiori dettagli sulla visione della Chiesa della giustizia sociale.
Oltre alle encicliche e ai pontefici figure chiave del cattolicesimo sociale sono Giovanni Bosco, Luigi Sturzo, Lorenzo Milani, Andrea Gallo e Luigi Ciotti.

#### Teologia della Liberazione

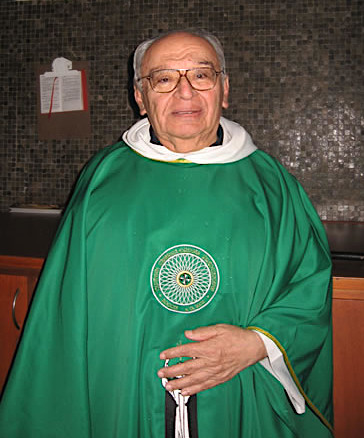
Gustavo Gutierrez, tra i principali animatori della Teologia della Liberazione.

La teologia della liberazione è un movimento della teologia cristiana che trasmette gli insegnamenti di Gesù Cristo in termini di liberazione da condizioni economiche, politiche o sociali ingiuste. È stato descritto dai sostenitori come "un'interpretazione della fede cristiana attraverso la sofferenza, la lotta e la speranza dei poveri, e una critica della società, della fede cattolica e del cristianesimo attraverso gli occhi dei poveri", mentre dai detrattori come il "cristianesimo pervertito dal marxismo e dal comunismo".
Sebbene la teologia della liberazione sia diventata un movimento internazionale e interconfessionale, è iniziata come movimento all'interno della Chiesa cattolica in America Latina negli anni '50 -'60. Sorse principalmente come reazione morale alla povertà causata dall'ingiustizia sociale in quella regione. Ha raggiunto la ribalta negli anni '70 e '80. Il termine è stato coniato dal sacerdote peruviano Gustavo Gutiérrez, autore di uno dei libri più famosi del movimento, Una Teologia della Liberazione (1971).
Altri noti esponenti sono il brasiliano Leonardo Boff, l'argentino Carlos Mugica, il salvadoregno Jon Sobrino e l'uruguaiano Juan Luis Segundo.

#### Metodismo
Dalla sua fondazione, il metodismo è stato un movimento cristiano per la giustizia sociale. Sotto la direzione di John Wesley, i metodisti divennero leader in molte questioni di giustizia sociale dell'epoca, tra cui la riforma carceraria e i movimenti di abolizione della schiavitù. Lo stesso Wesley fu tra i primi a predicare per i diritti degli schiavi, attirando una significativa opposizione.

### Islam
Nella storia musulmana, il governo islamico è stato spesso associato alla giustizia sociale.
L'instaurazione della giustizia sociale fu uno dei fattori motivanti della rivolta abbasidica contro gli Omayyadi.
Gli sciiti credono che il ritorno del Mahdi preannuncia "l'era messianica della giustizia" e che il Mahdi insieme all'Isa (Gesù) porrà fine al saccheggio, alla tortura, all'oppressione e alla discriminazione.
L'armonia tra islam laico e giustizia sociale è stata il perno fondamentale delle numerose esperienze del socialismo arabo ispirate in primo luogo dall'Egitto di Nasser.
La Giammairrya di Gheddafi (traducibile con "Repubblica delle masse"), basata sul Libro verde, è stata una significativa elaborazione di uno stato repubblicano che leggesse in senso sociale gli scritti islamici.
Per i Fratelli Musulmani l'attuazione della giustizia sociale richiederebbe il rifiuto del consumismo capitalista e del socialismo. La Confraternita ha affermato con forza il diritto alla proprietà privata così come le differenze di ricchezza personale dovute a fattori come il duro lavoro. Tuttavia, la Fratellanza riteneva che i musulmani avessero l'obbligo di assistere quei musulmani bisognosi. Essa riteneva che la zakat (elemosina) non fosse carità volontaria, ma piuttosto i poveri avevano diritto all'assistenza dei più fortunati. La maggior parte dei governi islamici legati alla Fratellanza applica quindi la zakat attraverso le tasse.

### Ebraismo
Concetti riconducibili alla giustizia sociale nell'ebraismo sono quelli di simcha ("lietitudine" o "gioia"), tzedakah ("l'obbligo religioso di compiere atti di beneficenza e filantropici"), chesed ("atti di gentilezza") e tikkun olam ("riparare il mondo").

### Induismo
L'attuale gerarchia Jāti sta subendo cambiamenti per una serie di motivi tra cui la "giustizia sociale", che è una posizione politicamente popolare nell'India postcoloniale. L'azione affermativa istituzionalizzata ha promosso questo. La disparità e le ampie disuguaglianze nel comportamento sociale degli jāti hanno portato a vari movimenti di riforma nell'induismo, tuttavia, anche se legalmente fuorilegge, il sistema delle caste rimane forte nella pratica.

### Religione tradizionale cinese
l concetto cinese di Tian Ming  (Mandato del cielo) è stato occasionalmente percepito come un'espressione di giustizia sociale. Attraverso di esso, la deposizione di governanti iniqui è giustificata in quanto l'insoddisfazione civica e i disastri economici sono percepiti come il Cielo che ritira il suo favore dall'Imperatore. Una ribellione riuscita è considerata una prova definitiva che l'Imperatore non è idoneo a governare.

## Prospettiva politica

### Giustizia economica
Sono numerosi i movimenti politici, di diverso orientamento, che tendono a una giustizia economica, ossia a una più equa redistribuzione delle ricchezze prodotte in una collettività, generalmente esse prevedono un ruolo attivo dello stato nella regolamentazione del mercato così da evitare situazioni di oligopolio o di soprusi da posizione dominante e garantire lo stato sociale, fino a teorizzare l'autogestione di una comunità o l'anarchia. Tra le diverse sfaccettature si annoverano il keynesismo, pratica economica dominante nell'Europa occidentale del trentennio 1945-1975 (nonché ispiratore del New Deal di Roosvelt), il modello socialdemocratico scandinavo (dominante nei paesi nordici fino agli anni 2000-2010), il socialismo e il comunismo nelle loro varie declinazioni e l'anarchia nelle sue varie declinazioni.

### Giustizia sanitaria
La giustizia sociale si è più recentemente fatta strada nel campo della bioetica. La discussione coinvolge argomenti come l'accesso a prezzi accessibili all'assistenza sanitaria, in particolare per le famiglie e le famiglie a basso reddito. La discussione solleva anche domande come se la società debba sostenere i costi sanitari per le famiglie a basso reddito e se il mercato globale sia il modo migliore per distribuire l'assistenza sanitaria. Ruth Faden del Johns Hopkins Berman Institute of Bioethics e Madison Powers della Georgetown University concentra la sua analisi della giustizia sociale attorno alla questione sanitaria.
Le ingiustizie sociali si verificano quando c'è una differenza prevenibile negli stati di salute tra una popolazione di persone. Queste ingiustizie sociali assumono la forma di disuguaglianze sanitarie quando stati di salute negativi come malnutrizione e malattie infettive sono più diffusi nelle nazioni povere. Questi stati di salute negativi possono spesso essere prevenuti fornendo strutture sociali ed economiche come l'assistenza sanitaria di base che garantisce alla popolazione generale pari accesso ai servizi sanitari indipendentemente dal livello di reddito, dal sesso, dall'istruzione o da qualsiasi altro fattore di stratificazione.

### Giustizia ambientale
I principi della giustizia sociale sono incorporati nel più ampio movimento ambientalista. Il terzo principio della Carta della Terra è la giustizia sociale ed economica, che è descritta come cercare di sradicare la povertà come un imperativo etico, sociale e ambientale.
I movimenti per la giustizia climatica, in particolare il Green New Deal, includono la preoccupazione per un'eventuale transizione ecologica, che deve essere condotta senza che i costi di un'eventuale transizione vengano addossati sui ceti subalterni andando a favorire ulteriormente quelli abbienti e aumentare il divario sociale.
Tra le maggiori organizzazioni internazionali fondate sulla giustizia ambientale si annoverano Fridays for Future, Greenpeace e il WWF, tra le personalità di spicco l'economista Daniela Gabor.

## Critiche
Le maggiori critiche alla giustizia sociale arrivano principalmente dai mondi religioso (sezioni della teologia) ed economico (tra i sostenitori del liberismo).
Dalla prospettiva filosofico-religiosa il maggior critico è Michael Novak:
Dalla prospettiva economica, nello specifico dalla prospettiva neoliberista, il maggior critico è Friedrich von Hayek, membro della scuola austriaca:
Ancora dalla prospettiva neoliberista arriva la critica di Ben O'Neill, del Mises Institute: